# Mikouline AM-34
Le Mikouline AM-34 est un moteur d'aviation 12 cylindres en V produit en URSS à partir de 1934. Il est produit à plus de 10 000 exemplaires, notamment pour équiper l'hydravion Beriev MBR-2 et le bombardier Tupolev TB-3. Il donne aussi naissance à des dérivés non-aéronautiques, principalement pour équiper les vedettes lance-torpilles de classe G-5.

## Développement
Alexandre Mikouline, ingénieur au NAMI (centre de recherche soviétique sur les moteurs), est chargé de superviser la production sous licence en URSS du BMW VI, un V12 allemand, sous le nom Mikouline M-17. Ce moteur développe 660 chevaux en 1931. Le Mikouline M-34 est développé comme successeur du M-17. Il en reprend les côtes de fixations, pouvant ainsi être monté dans un avion conçu pour le M-17, mais sa conception est en grande partie nouvelle. 

## Descrption
C'est un V12 refroidi par eau, qui reprend les dimensions des cylindres rncontrées sur le BMW VI (alésage 160 mmn, course 190, pour une cylindrée de 46 litres). L'angle entre les deux rangées de cylindres est 60°.